# Saro (volk)
De Saro is een relatief klein volk in Nigeria.
De Saro stammen af van migranten uit Freetown, Sierra Leone die van oorsprong voornamelijk Yoruba waren. Die waren vanaf 1808 door de Britse Marine bevrijd van slavenschepen die bestemd waren voor de Nieuwe Wereld. In Freetown werden zij door de Britten aan land gelaten, waar velen zich bekeerden tot het Christendom en Engelse namen aannamen, beïnvloed door de andere migranten en bevrijde Afrikanen. Deze goed geschoolde, elitaire Creolen werden bekend als Krio's.
Vanaf 1851 kwam er een beweging op gang van Krio's van Yoruba oorsprong die (re)migreerden naar steden in Nigeria zoals Lagos, Aba, Owerri, Onitsha, Port Harcourt, Warri, Sapele en Calabar.
Door hun opleiding en kennis van het Engels werkten de Saro vaak als onderwijzers, predikanten, handelslui en bekleedden administratieve functies.
De invloed van de Saro op de huidige Nigeriaanse samenleving is niet gering en zou mede de opkomst kunnen verklaren van het Nigeriaanse Pidgin English, gezien de overeenkomsten met het Krio.